# Bagatipara
Bagatipara (en bengali : বাগাতিপাড়া) est une upazila du Bangladesh dans le district de Natore. En 1991, on y dénombrait 107 944 habitants.